# Miagrammopes latens
Miagrammopes latens är en spindelart som beskrevs av Bryant 1936. Miagrammopes latens ingår i släktet Miagrammopes och familjen krusnätsspindlar. Inga underarter finns listade i Catalogue of Life.